# Ивайло Крачунов
Ивайло Крачунов е български журналист.

## Биография
Ивайло Крачунов е роден на 14 февруари 1977 година в град София. Завършва Техникум по транспорт и енергетика, а след това специалност „Политология“ в СУ „Климент Охридски“ (през 2004 година).
От 2001 година се занимава с журналистика. Работи като репортер във вестниците „Дневен Труд“ и „Нощен труд“. Бил е репортер в телевизия Евроком. На 28 април 2016 е обявен като новият управител на Агенция БЛИЦ в новина на сайта им.